# Referendum cipriota sul Piano Annan del 2004
Il 24 aprile 2004 si è tenuto un referendum sul piano Annan nella Repubblica di Cipro e nella Repubblica Turca di Cipro del Nord, quest'ultima riconosciuta internazionalmente solo dalla Turchia.
Alle due comunità è stato chiesto se approvassero la quinta revisione della proposta delle Nazioni Unite per la riunificazione dell'isola, che era stata divisa dal 1974. Sebbene sia stato approvata dal 65% dei turco-ciprioti, è stato respinta dal 76% dei greco-ciprioti. L'affluenza al referendum è stata elevata, con l'89% tra i greco-ciprioti e l'87% tra i turco-ciprioti, indice di grande interesse per la questione da parte degli elettorati.

## Antefatti
Il referendum era stato originariamente programmato per il 21 aprile, fino a quando gli organizzatori delle Nazioni Unite non si resero conto che era l'anniversario del colpo di stato di Atene nel 1967, che ha innescato la catena di eventi che ha portato all'invasione turca dell'isola nel 1974.

## Campagna referendaria

### Repubblica di Cipro
I leader politici nella Repubblica di Cipro si sono fortemente opposti al piano. Tassos Papadopoulos, presidente della Repubblica di Cipro, si è espresso contro il piano in un discorso trasmesso in diretta televisiva. Due giorni prima del referendum, il più grande partito di Cipro, il Partito Progressista dei Lavoratori, ha deciso di respingere il Piano Annan. Il primo ministro greco Kostas Karamanlis ha deciso di mantenere una posizione "neutrale" sul piano, ma il leader dell'opposizione George Papandreou del PASOK ha esortato i ciprioti a votare a favore, anche perché il piano era stato promosso dal suo partito politico mentre era ancora al potere lo stesso Papandreou. All'epoca era il ministro degli Esteri e aveva affermato che entrambe le comunità erano pronte per "un accordo finale comune". Tuttavia, i sondaggi d'opinione condotti nella Repubblica di Cipro durante l'intero periodo dei negoziati dall'inizio alla fine hanno sempre mostrato un'opposizione alle proposte di circa l'80%. I greco-ciprioti non hanno votato in modo uniforme sul piano Annan. Il loro comportamento di voto dipendeva fortemente dalla loro partigianeria e dalla loro ubicazione.

### Repubblica Turca di Cipro del Nord
Tra i turco-ciprioti il piano era ritenuto eccessivamente filo-greco, ma la maggior parte si era detta disposta ad accettarlo come mezzo per porre fine al loro prolungato isolamento internazionale e all'esclusione dalla più ampia economia europea. Inoltre, è stato contrastato dalla loro leadership, attraverso il presidente turco-cipriota Rauf Denktaş che ha sostenuto attivamente il no. Tuttavia, il suo primo ministro Mehmet Ali Talat ha favorito l'accettazione del piano, mentre anche il primo ministro turco Recep Tayyip Erdoğan lo ha sostenuto. La Turchia ha visto una risoluzione della questione di Cipro come un primo passo essenziale per l'eventuale adesione della Turchia all'UE, nonché un modo per disinnescare le tensioni con la Grecia.
I Lupi Grigi (un gruppo nazionalista turco di destra appartenente al partito nazionalista MHP) hanno sostenuto attivamente il "no". Ci sono stati alcuni limitati scontri causati dagli attivisti del partito dei Lupi Grigi contro i sostenitori della ratifica durante il periodo pre-voto. Almeno 50 di questi attivisti erano arrivati a Cipro del Nord durante il periodo di votazione preliminare. Ciononostante, il referendum stesso si è svolto pacificamente ed è stato ritenuto libero ed equo.

## Quesito referendario
La domanda posta all'elettorato delle due comunità era:
(Annesso IX, articolo 1.1)

## Risultati
| Scelta                                    | Greco-ciprioti | Greco-ciprioti | Turco-ciprioti | Turco-ciprioti | Elettori totali | Elettori totali |
| Scelta                                    | Voti           | %              | Voti           | %              | Voti            | %               |
| ----------------------------------------- | -------------- | -------------- | -------------- | -------------- | --------------- | --------------- |
| A favore                                  | 99.976         | 24,17          | 77.646         | 64,91          | 177.622         | 33.30           |
| Contro                                    | 313.704        | 75,83          | 41.973         | 35,09          | 355.677         | 66,70           |
| Voti non validi / vuoti                   | 14.907         | 3,48           | 5.344          | 4,28           | 20.251          | 3,66            |
| Totale                                    | 428.587        | 100            | 124.963        | 100            | 553.550         | 100             |
| Elettori registrati / affluenza alle urne | 480.564        | 89,18          | 143.636        | 87,00          | 624.200         | 88,68           |
| Fonte: GreekNews, Guida elettorale        |                |                |                |                |                 |                 |

## Risvolti
Poiché la Comunità greco-cipriota non ha approvato il Piano e l'attuazione del Piano dipendeva dalla sua approvazione da parte di entrambe le comunità, il Piano Annan, secondo i suoi termini, è divenuto nullo.

### Problemi di partecipazione
I greco-ciprioti hanno contestato la partecipazione al voto dei turco-ciprioti immigrati dalla Turchia dopo il 1974.

### Reazioni

#### Greco-ciprioti
Il presidente della Repubblica di Cipro, Tassos Papadopoulos, ha sottolineato che il suo popolo aveva rifiutato solo il piano Annan e non tutte le soluzioni al problema di Cipro. "Non stanno voltando le spalle ai loro connazionali turco-ciprioti", ha detto subito dopo la dichiarazione dei risultati. "Hanno semplicemente rifiutato questa particolare soluzione offerta".

#### Turco-ciprioti
Il presidente turco-cipriota Rauf Denktaş ha risposto all'esito del referendum dichiarando che, con il piano Annan respinto, la sua campagna sul "no" aveva raggiunto il suo obiettivo. Ha rifiutato le richieste di dimissioni immediate, ma ha annunciato il mese successivo che non si sarebbe presentato per un quinto mandato presidenziale nel 2005.

#### Grecia, Turchia e Regno Unito
Le reazioni dei garanti ciprioti, di Grecia, Turchia e Regno Unito sono state variegate. Il primo ministro turco Recep Tayyip Erdoğan ha affermato di ritenere che il risultato abbia segnato la fine dell'isolamento turco-cipriota e che, respingendo il piano Annan, "Cipro meridionale (era) la perdente". Un portavoce del governo greco ha sottolineato che gli sforzi per riunire Cipro non dovrebbero essere interrotti, sottolineando che nel quadro dell'Ue è "nell'interesse di tutti continuare gli sforzi per riconciliare greco-ciprioti e turco-ciprioti".
Il ministro degli esteri britannico Jack Straw ha dichiarato: "Rispetteremo la scelta espressa oggi dai greco-ciprioti. Ma spero che continueranno a riflettere se questa scelta è quella giusta per loro". La reazione internazionale generale al risultato è stata simile a quella della Gran Bretagna: una di profonda delusione, in particolare tra gli organismi che avevano lavorato al Piano Annan e agli accordi di adesione all'UE.

#### Unione europea
L'Unione europea contava sull'approvazione del piano Annan in modo che Cipro tornasse un'isola unita, e ha espresso disappunto per il rifiuto greco-cipriota del piano. Aveva già convenuto che la Repubblica di Cipro sarebbe diventata membro indipendentemente dal risultato del referendum, e così il 1º maggio 2004 Cipro è entrata a far parte dell'Unione Europea insieme ad altri nove paesi.
Per quanto riguarda i turco-ciprioti, l'Unione europea ha dichiarato quanto segue:
Se il piano fosse stato ratificato da entrambe le parti, Cipro sarebbe entrata nell'UE come Repubblica di Cipro unita.

#### Altre reazioni internazionali
- Il segretario generale delle Nazioni Unite Kofi Annan: "Si è persa un'occasione unica e storica per risolvere il problema di Cipro".[10]
- La Commissione europea: "La Commissione europea si rammarica profondamente che la comunità greco-cipriota non abbia approvato la soluzione globale del problema di Cipro, ma rispetta la decisione democratica del popolo".[11]
- Il portavoce del Dipartimento di Stato degli Stati Uniti Richard Boucher: "Siamo delusi dal fatto che la maggioranza dei greco-ciprioti abbia votato contro il piano di risoluzione. Il fallimento del referendum nella comunità greco-cipriota è una battuta d'arresto per le speranze di coloro che sull'isola hanno votato per l'accordo e per la comunità internazionale".[12]
- Il commissario europeo per l'allargamento Günter Verheugen: "Mi sento ingannato dal governo greco-cipriota […] Ora c'è un'ombra sull'adesione di Cipro. Quello che ora prenderemo in seria considerazione è trovare un modo per porre fine all'isolamento economico dei turco-ciprioti".[12]